# Kostel Saint-Paul de Montmartre
Kostel Saint-Paul de Montmartre (neboli kostel sv. Pavla na Montmartru) je protestantský farní kostel v 18. obvodu v Paříži, na Boulevardu Barbès č. 90.

## Historie
Do roku 1840 působili v Paříži čtyři luteránští pastoři. Později přibyl pastor Jean-Jacques Hosemann, který působil na předměstí na území bývalých obcí La Chapelle, Montmartre, Batignolles, La Villette a Belleville. Samostatná farnost vznikla v roce 1855 a postupně sídlila v ulicích Rue Myrha, Rue Doudeauville, Rue des Trois Frères a Rue des Poissonniers. Mše byly slouženy ve francouzštině a němčině. Stavební práce na vlastním kostele začaly koncem roku 1896 a první mše se uskutečnila v listopadu 1897. V roce 2002 se farářkou stala Marie-France Robert, první žena v čele luteránské církve v Paříži.

## Architektura
Architektem kostela byl Auguste Rey, který mj. vystavěl i protestantský kostel Bon Secours v 11. obvodu. Kostel je v římsko-byzantském slohu s geometrickými a rostlinnými vzory. Kamenná fasáda vedoucí do ulice je zakončena věží. Interiér kostela je jednoduchý a prosvětlený. Po obou stranách hlavní lodi jsou oblouky, které nesou emporu. Varhany jsou umístěny nad vstupem do kostela. Chór má půlkruhový tvar. Kapacita kostela je tři sta osob, která je rozdělena mezi hlavní a boční lodě (246 míst) a galerii (84 míst).